# Сегнетоелектрики

Залежність поляризаціїP від напруженості електричного поляЕ у ВЧ діелектрику.

Залежність поляризаціїP від напруженості електричного поляЕ в параелектрику.

Залежність поляризаціїP від напруженості електричного поляЕ у фероелектрику.

Сегнетоеле́ктрики або фероеле́ктрики — речовини, які мають спонтанний дипольний електричний момент в одній із кристалічних фаз, що існує в певному діапазоні температур.

## Загальний опис
Прикладом сегнетоелектрика є сегнетова сіль, від назви якої походить назва класу речовин, а також титанат барію.
Температурний діапазон, в якому сегнетоелектрик має спонтанний дипольний момент, називається полярною областю. Кристалічна модифікація, в якій сегнетоелектрик спонтанно поляризований, називається полярною фазою. Кристалічна модифікація, в якій спонтанний момент відсутній, називається неполярною фазою. Температура, при якій відбувається перехід між полярною й неполярною фазами, називається температурою Кюрі.
Більшість сегнетоелектриків мають одну температуру Кюрі, вище якої їхня фаза неполярна, а нижче — полярна. Проте існують сегнетоелектрики, в яких полярна фаза існує в певному температурному діапазоні, наприклад, сегнетова сіль.
Поведінка сегнетоелектриків має багато спільних рис з поведінкою феромагнетиків.
У сегнетоелектричних кристалів існує кілька напрямків (відносно осей кристалічної ґратки), вздовж яких може бути направлений спонтанний дипольний момент. Такі напрямки називаються полярними осями. При відсутності зовнішнього електричного поля сегнетоелектрик розділяється на області повної поляризованості відносно однієї з полярних осей — домени. Якщо полярна вісь лише одна, то можливі тільки дві орієнтації доменів, і кристал має шарувату доменну структуру. Якщо полярних осей кілька, доменна структура кристала сегнетоелектрика складніша.
Завдяки існуванню доменів при відсутності зовнішнього поля сумарний дипольний момент кристала сегнетоелектрика зазвичай дорівнює нулю, але в зовнішньому полі домени переорієнтовуються. В сегнетоелектриках спостерігається діелектричний гістерезис, аналогічний магнітному гістерезису феромагнетиків.

## Поляризованість сегнетоелектриків
Особливістю сегнетоелектриків, яка визначає їхнє значення для електроніки, є аномально велике значення діелектричної проникності в полярній фазі.
Поляризовність сегнетоелектриків α в неполярній фазі зростає при наближенні до температури фазового переходу за законом
{\displaystyle \alpha ={\frac {C}{T-T_{0}}}},
де С — константа для даного матеріалу, T — температура, а {\displaystyle T_{0}} інша стала, яка називається температурою Кюрі-Вейса й близька за значенням до температури Кюрі. Як видно, навіть у неполярній фазі в околі фазового переходу значення поляризовності аномально велике.

## Застосування
Завдяки великій діелектричній проникності сегнетоелектрики широко використовуються при виготовленні конденсаторів.